# Shazam! (film)
Shazam! è un film del 2019 diretto da David F. Sandberg.
Basato sull'omonimo personaggio di DC Comics, prodotta da Warner Bros., DC Entertainment e New Line Cinema, distribuita dalla stessa Warner, è il settimo film del DC Extended Universe (DCEU). Scritto da Henry Gayden, il film è interpretato da Zachary Levi, Mark Strong, Asher Angel, Jack Dylan Grazer e Djimon Hounsou.

## Trama
Nel 1974, nello stato di New York, il giovane Thaddeus Sivana sta litigando in auto con il padre vedovo e il fratello quando viene trasportato magicamente alla Roccia dell'Eternità, un tempio magico nascosto in un'altra dimensione. Qui incontra il mago Shazam, l'ultimo del Consiglio dei Sette Maghi. Shazam spiega che ha passato secoli a cercare un nuovo campione "puro di cuore", dopo che quello precedente lo tradì e liberò sul mondo i sette peccati capitali; questi, imprigionati in alcune statue, tentano Thaddeus per indurlo a liberarli, cosa che il ragazzo tenta di fare, cosicché Shazam lo ritiene indegno e lo fa ritornare nella macchina. Lo strano comportamento del bambino distrae il padre, provocando un incidente, nel quale l'uomo perde l'uso delle gambe; Thaddeus viene accusato dell'incidente dal fratello.
Venendo ai giorni nostri, nella città di Filadelfia, in Pennsylvania, vive il giovane Billy Batson, orfano da molti anni che cerca di sopravvivere facendo affidamento solo sulle proprie forze. Dopo aver cercato inutilmente la madre naturale per l'ennesima volta, Billy è obbligato a stare con la famiglia Vasquez, dove si comporta in modo sgarbato nei confronti di tutti, tranne con il giovane disabile appassionato di eroi Freddy, con il quale stringe un rapporto d'amicizia. 
Nel frattempo un Thaddeus Sivana ormai cresciuto, con la scusa di aver finanziato ricerche su fenomeni inspiegabili di massa, scopre la sequenza dei simboli per ritornare alla Roccia dell'Eternità, grazie a un video dell'ultima paziente, infatti tutte le persone coinvolte sono state scartate come lui perché ritenute indegne, dove senza alcuna difficoltà, sconfigge Shazam, ormai vecchio e debole, rivelando che non esistono persone pure di cuore e s'impossessa dell'Occhio dei Peccati, liberandoli e diventandone il nuovo padrone. Al ritorno sulla Terra, Sivana uccide con i suoi nuovi poteri il padre e il fratello. 
Il giorno dopo Billy va a scuola con Freddy e il resto dei suoi fratelli e sorelle: la piccola Darla, l'appassionato di informatica Eugene, il grosso Pedro e la "maggiore" Mary. Dopo la scuola, Freddy viene attaccato da alcuni bulli, ma in suo aiuto arriva Billy, che riesce a provocarli per farsi inseguire; egli riesce a fuggire tramite la metro, ma all'improvviso viene teletrasportato alla Roccia dell'Eternità, dove incontra Shazam, che dona i suoi poteri a Billy per sconfiggere Sivana e i Sette Peccati Capitali, e gli rivela inoltre che, pronunciando la parola shazam, otterrà la saggezza di Salomone, la forza di Ercole, la resistenza di Atlante, il potere fulminante di Zeus, il coraggio di Achille e la velocità di Mercurio. Billy tocca il bastone del mago e, ripetuta la parola, si trasforma in un uomo; subito dopo il mago diventa cenere e lui si ritrova nella metro, circondato da curiosi.
La sera Billy ritorna a casa, dove parla del suo segreto con Freddy. I due vanno poi in giro per la città, dove Freddy mette alla prova le capacità di Billy, scoprendone così la supervelocità, la superforza, l'immunità alle armi e il potere fulminante. Una volta a casa, Billy ripete per caso di nuovo la parola «shazam» e torna normale, venendo però colto in flagrante da Darla. Scoperto il vantaggio di poter mutare il proprio corpo, da ragazzo a uomo adulto, Billy usa questa abilità per divertirsi con Freddy, arrivando al punto di marinare la scuola; mentre si esibisce di fronte a varie persone scagliando fulmini, colpisce per caso un bus: in quest'occasione, Billy compie la sua prima vera azione da eroe salvando i passeggeri. Freddy però rimane deluso dal comportamento dell'amico e Billy comincia a litigarci, insinuando che sia solo geloso dei suoi poteri e inducendolo ad andarsene; Freddy, dal canto suo, non considera Billy un eroe ma un semplice bullo che usa i poteri solo per sé stesso. Difatti Billy si sta mettendo in mostra con i suoi poteri per farsi pagare, in modo da avere abbastanza soldi per scappare e proseguire la ricerca della propria madre.
Poco dopo Sivana lo attacca: i Peccati hanno percepito la presenza del campione. Billy scappa, scoprendo di essere anche in grado di volare, ma vulnerabile alla magia. La lotta prosegue in un centro commerciale, nel quale Billy crea un diversivo e se ne va. Purtroppo Sivana, guardando il telegiornale su un televisore del centro commerciale, vede Freddy litigare con il supereroe e lo cattura insieme al resto dei fratelli e sorelle. Billy ritrova la madre grazie a Eugene: scopre che lo perse per sbaglio ma scelse di lasciarlo alla polizia per dargli una vita migliore: il padre naturale di Billy è in prigione, il nonno non lo voleva e il suo nuovo compagno è un poco di buono. Billy, deluso, viene chiamato, tramite il telefono di Freddy, da Sivana, che gli ordina di raggiungerlo a casa.
Billy si ritrasforma e raggiunge Sivana, che lo riconduce nella Roccia dell'Eternità, dove, servendosi del bastone del mago, spera di ottenerne i poteri. L'uomo riprende il bastone e libera i Peccati, ma intervengono i fratelli e le sorelle; Billy scopre che, senza i demoni, l'uomo è indifeso; dopodiché scappa con gli altri, tornati in un parco divertimenti sulla Terra. Sivana libera i Peccati, tranne uno, e cattura gli amici di Billy; questi, in difficoltà, ricorda una frase pronunciata dal mago: Billy dovrà unire le proprie forze a quelle dei suoi fratelli e delle sorelle, spartendosi dunque i poteri: così ruba il bastone e lo fa toccare ai fratelli, che ripetono la parola e perciò si trasformano, per poi romperlo. Mentre gli altri lottano contro i Peccati, Billy affronta nuovamente Sivana e provoca Invidia, l'ultimo demone che ha in corpo, facendolo fuoriuscire e riprendendosi l'Occhio: cosicché imprigiona di nuovo i demoni e, dopo averli confinati nella Roccia dell'Eternità, decide, insieme coi fratelli, di farne la propria base. Mentre Sivana viene arrestato, Billy, ora che ha accettato la propria famiglia, fa vivere un momento di gloria a Freddy, venendo a trovarlo alla mensa della scuola con Superman.
Nella scena a metà dei titoli di coda, Sivana è in carcere e ha riempito i muri della sua cella con i simboli per giungere alla Roccia dell'Eternità, quando sente una voce che gli spiega che esistono altri metodi per avere la magia. Cercando, scopre che è un piccolo bruco con un traduttore elettronico che gli rivela che presto conquisteranno i Sette regni.

## Personaggi

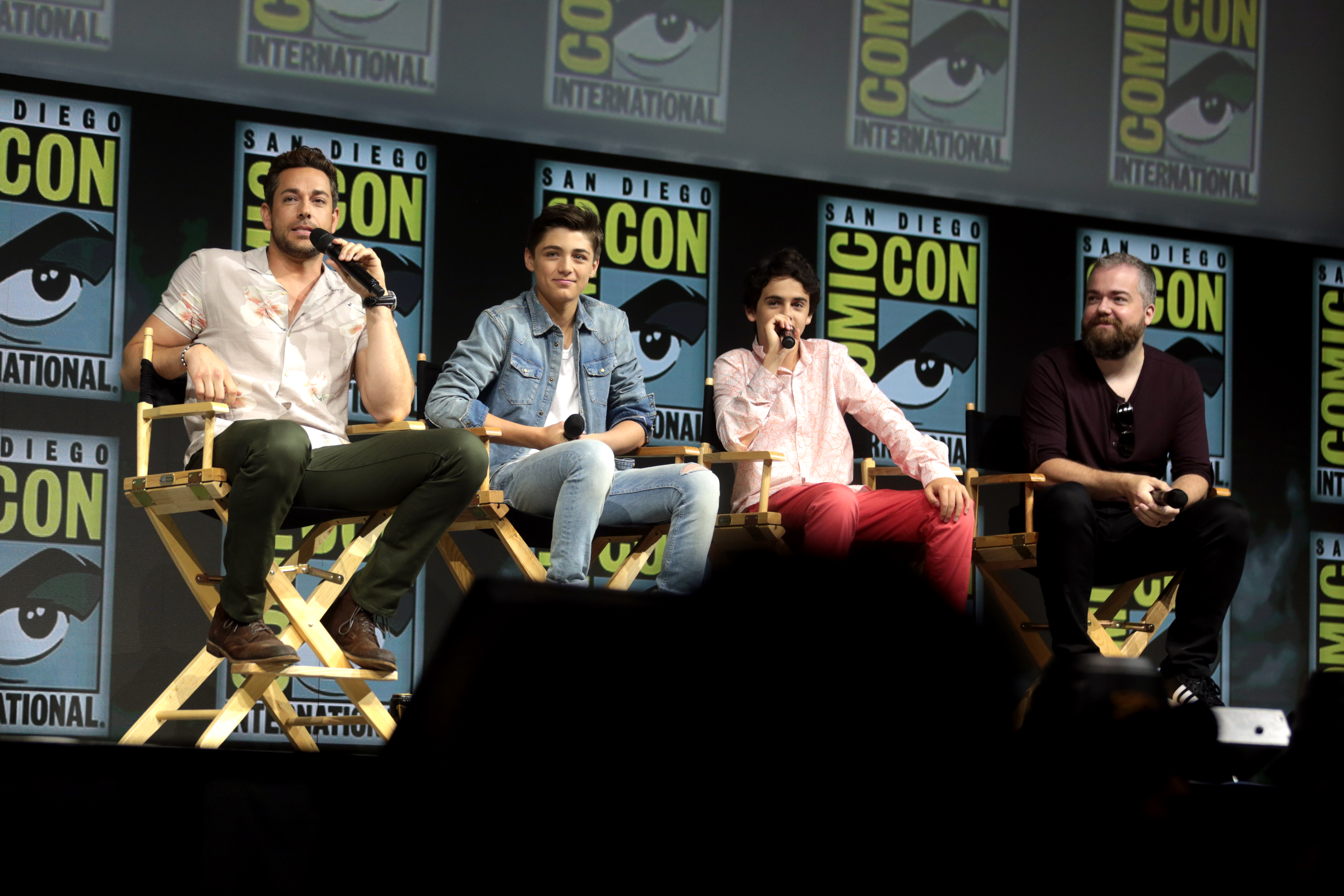
Parte del cast e il regista al San Diego Comic-Con International 2018.

- Billy Batson / Shazam, interpretato da Asher Angel (ragazzo) e Zachary Levi (adulto): è un ragazzo di 15 anni scelto dal Mago Shazam come suo nuovo campione. Quando grida la parola «Shazam!» Billy si trasforma in un supereroe con i poteri di alcuni antichi dei: la saggezza di Salomone, la forza di Ercole, la resistenza di Atlante, il potere di Zeus, il coraggio di Achille e la velocità di Mercurio.[1][2]
  - Billy Batson da bambino, interpretato da David Kohlsmith.
- Dott. Thaddeus Sivana, interpretato da Mark Strong: un fisico cresciuto in una famiglia ricca ma poco amorevole; scartato dal Mago Shazam dopo essere stato scelto inizialmente come campione, ha speso la sua vita per cercare di capire come tornare alla Roccia dell'Eternità.[3]
- Freddy Freeman, interpretato da Jack Dylan Grazer: è un ragazzo disabile, fratello adottivo di Billy Batson; aiuterà Billy nella scoperta dei suoi superpoteri.[4]
  - Freddy supereroe, interpretato da Adam Brody.[5]
- Mago Shazam, interpretato da Djimon Hounsou: è un anziano mago alla ricerca di un erede; sceglie Billy Batson come suo nuovo campione donandogli i poteri di alcuni antichi dei.[6]
- Darla Dudley, interpretata da Faithe Herman: è la sorella adottiva più piccola di Billy Batson.[7]
  - Darla supereroina, interpretata da Meagan Good.[5]
- Mary Bromfield, interpretata da Grace Fulton: è la sorella adottiva più grande di Billy Batson.[8]
  - Mary supereroina, interpretata da Michelle Borth.[5]
- Eugene Choi, interpretato da Ian Chen: è il fratello adottivo più piccolo di Billy Batson.[9]
  - Eugene supereroe, interpretato da Ross Butler.[5]
- Pedro Peña, interpretato da Jovan Armand: è il fratello adottivo più grande di Billy Batson.[9]
  - Pedro supereroe, interpretato da D. J. Cotrona.[5]
- Rosa Vasquez, interpretata da Marta Milans: è la madre adottiva di Billy Batson.
- Victor Vasquez, interpretato da Cooper Andrews: è il padre adottivo di Billy Batson.

## Produzione

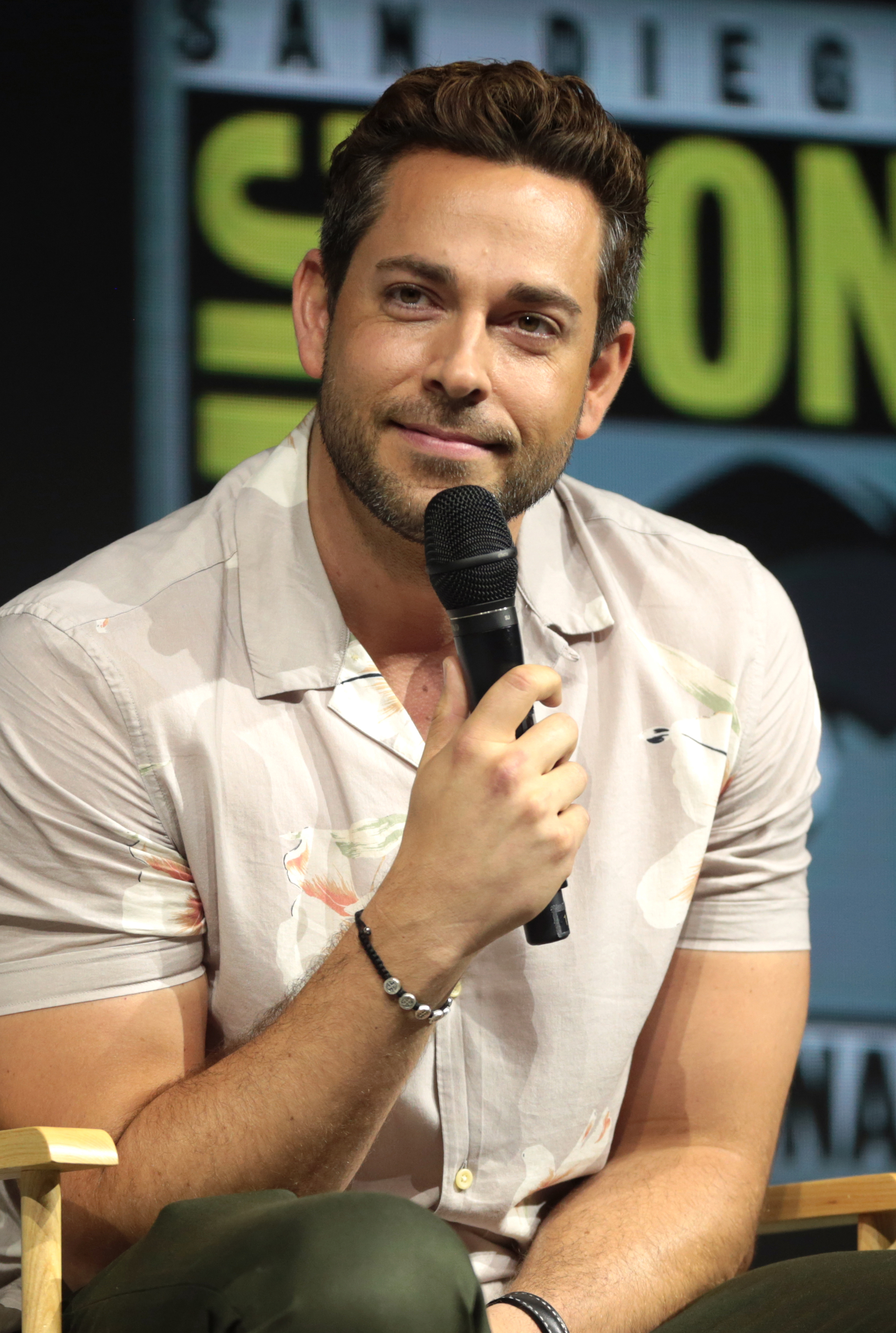
Zachary Levi al San Diego Comic-Con International 2018.

Il budget del film è stato di 100 milioni di dollari.

### Riprese
Le riprese del film sono iniziate il 29 gennaio 2018 a Toronto, sotto il titolo di lavorazione di Franklin, sono proseguite a Filadelfia e sono terminate l'11 maggio seguente. Dal 1º al 18 novembre 2018 sono state effettuate delle riprese aggiuntive, sempre a Toronto.
Per interpretare il protagonista, Zachary Levi si è allenato pesantemente per avere il fisico richiesto, passando da 90 a 101 kg nella fase di massa muscolare, per poi stabilizzarsi a 96 kg dopo l'allenamento di definizione.
Sono state fatte dieci copie del costume del protagonista per usarle durante le riprese, ed ogni copia è costata circa un milione di dollari; questo costo elevato è dovuto al lavoro ed al materiale necessario per costruirlo: uno scultore ha creato una copia del corpo di Zachary Levi dopo uno scan; la parte esterna è fatta in elastam; la parte elettronica per illuminare stemma e guanti è stata nascosta sotto al mantello; e per costruire il tutto ci sono volute sedici settimane.

## Colonna sonora
Il compositore scelto per la colonna sonora è Benjamin Wallfisch, alla terza collaborazione col regista David F. Sandberg dopo Lights Out - Terrore nel buio e Annabelle 2: Creation.

## Promozione

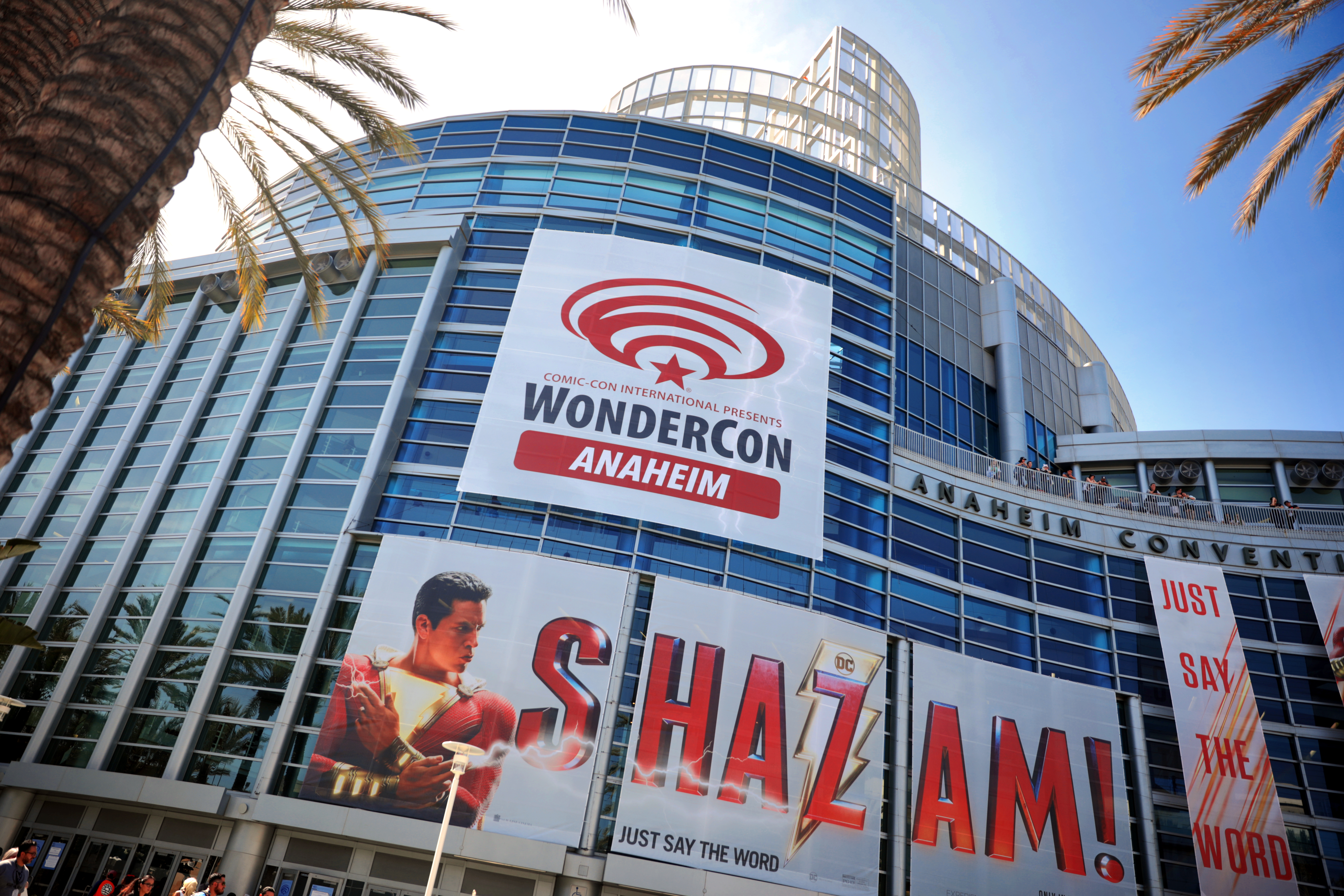
Promozione al WonderCon 2019

Il primo teaser trailer viene proiettato al San Diego Comic-Con International il 21 luglio 2018 e poi diffuso in seguito online.

## Distribuzione
Il film è stato distribuito nelle sale cinematografiche italiane a partire dal 3 aprile 2019 ed in quelle statunitensi dal 5 aprile, anche in 3D, IMAX ed IMAX 3D.

## Accoglienza

### Incassi
Il film ha incassato 140,5 milioni di dollari nel Nord America e 227,3 nel resto del mondo, per un totale di 367,8 milioni di dollari.

### Critica
Sull'aggregatore Rotten Tomatoes il film riceve il 90% delle recensioni professionali positive, con un voto medio di 7,3 su 10 basato su 422 critiche, mentre su Metacritic ottiene un punteggio di 71 su 100 basato su 53 recensioni.

## Riconoscimenti
- 2019 - National Film & TV Awards[23]
  - Candidatura per il miglior film commedia
- 2019 - MTV Movie & TV Awards[24]
  - Candidatura per il miglior eroe a Zachary Levi
  - Candidatura per la miglior performance comica a Zachary Levi
- 2019 - E! People's Choice Awards[25]
  - Candidatura per il miglior film d'azione
- 2019 - Saturn Award[26]
  - Candidatura per la migliore trasposizione da fumetto a film
  - Candidatura per il miglior attore emergente ad Asher Angel
  - Candidatura per il miglior attore emergente a Jack Dylan Grazer
  - Candidatura per i migliori costumi a Leah Butler
- 2019 - Teen Choice Awards[27]
  - Candidatura per il miglior film fantasy / di fantascienza
  - Candidatura per il miglior attore in un film fantasy / di fantascienza a Zachary Levi
  - Candidatura per il miglior cattivo a Mark Strong

## Sequel e spin-off

### Sequel
Pochi giorni dopo l'uscita del film, il 9 aprile 2019, la Warner Bros. annuncia il sequel, che vedrà il ritorno di Henry Gayden e David F. Sandberg, rispettivamente come sceneggiatore e regista, e del produttore Peter Safran. La data di uscita del film viene inizialmente fissata al 4 novembre 2022 per poi essere posticipata al 21 dicembre 2022.
Durante il DC FanDome del 22 agosto 2020, il regista David F. Sandberg ha annunciato il titolo del sequel, che sarà Shazam! Furia degli dei.

### Spin-off
Nel settembre 2014, dopo essere stato considerato per i ruoli di Shazam e Lobo, Dwayne Johnson fu scritturato come Black Adam. Inizialmente il personaggio doveva essere introdotto in Shazam!, ma infine venne deciso di dividere la narrativa per potersi focalizzare sulle origini di Black Adam. Johnson, che ha anche il ruolo di produttore, ha affermato che i due personaggi si incontreranno in un film futuro. Altri personaggi della DC, inclusa la Justice Society of America, faranno parte della storia. In ottobre 2017, Adam Sztykiel fu assunto per scrivere la sceneggiatura. Il co-produttore Hiram Garcia dichiarò che il film sarebbe stato crudo e violento, simile ai fumetti. In giugno 2019, Jaume Collet-Serra fu annunciato come regista, con Beau Flynn, Johnson, Hiram Garcia, Dany Garcia, e Scott Sheldon assunti come produttori. La Justice Society of America apparirà nel film, con Noah Centineo, Aldis Hodge, e Quintessa Swindell scritturati rispettivamente come Atom Smasher, Hawkman e Cyclone. Al DC FanDome, fu rivelato inoltre che anche Dottor Fate apparirà nel film. Per settembre 2020, Rory Haines e Sohrab Noshirvani scrissero una nuova stesura dello script. Le riprese sono cominciate il 10 aprile e si sono concluse il 15 luglio 2021. Nel marzo 2021 Pierce Brosnan si è aggiunto al cast per interpretare Dottor Fate.
Inoltre, il 28 marzo 2021, viene fissata una nuova data di uscita, ovvero il 29 luglio 2022. Nel marzo 2022, Dwayne Johnson ha annunciato che la data di uscita della pellicola sarebbe stata posticipata al 21 ottobre 2022.